# HIST3H2A
HIST3H2A‏ (Histone cluster 3 H2A) هوَ بروتين يُشَفر بواسطة جين HIST3H2A في الإنسان.